# Назаров, Владислав Дмитриевич
Владисла́в Дми́триевич Наза́ров (род. 1938) — российский историк-медиевист.

## Биография
В 1956—1961 годах обучался на историческом факультете МГУ им. М. В. Ломоносова, в 1961—1964 годах — в аспирантуре там же. Работал в Институте экономики мировой социалистической системы АН СССР (1964—1967).
В 1968 году перешёл в Институт истории СССР АН СССР (с 1991 года — Институт российской истории РАН), ученик и последователь академика Л. В. Черепнина; под его руководством занимался историей законодательства XVI века. В 1993 году подготовил к защите докторскую диссертацию по теме: «Законодательная деятельность избранной рады и правительства Лжедимитрия I».
С 2001 года работает в Институте всеобщей истории РАН, занимал должности старшего и ведущего научного сотрудника.
31 марта 2020 года был избит из-за конфликта, возникшего в очереди аптеки, в результате попал в реанимацию с кровоизлиянием в мозг.

## Научная деятельность
Долгие годы занимался историей России периода позднего средневековья и раннего нового времени. В круг его научной деятельности входило изучение удельных княжеств конца XIV — середины XVI столетия. Изучался процесс формирования института соправительства московских князей (на примере Василия Тёмного и Ивана Великого). Владиславом Дмитриевичем рассмотрен процесс рождения идеологии единого Русского государства. Автором активно изучалась династическая война второй четверти XV века в Московском доме Рюриковичей.
Изучал биографии знаменитых личностей, участников Смутного времени: Прокопия Ляпунова и др.,став одним из первых историков, кто начал заниматься вопросом рассмотрения западноевропейских источников о Смутном Времени в России. Неоднократно выступал в печати по поводу празднования Дня народного единства.

## Основные работы
- Свержение ордынского ига на Руси. — М. Знание, 1983. — 64 с.;
- Западные источники о русской Смуте: Предчувствие «Новой волны»// Средние века. Т.72. № 3-4. М., 2011. С. (совм. с П. Ю. Уваровым).
- Россия в XVI столетии // Всемирная история. Т. 3. Мир в раннее Новое время. М., 2013. С. 273—290.
- Смута в России в конце XVI — начале XVII вв. // Там же. С. 291—307.
- Рюриковичи и Чингизиды. Проблемы взаимоотношений в преломлении источников // Российская история. 2013, № 3. С. 11-21 (в разделе «Диалог о книге»)
- Софья Палеолог, князь Василий и князья Патрикеевы // Проблемы истории России. Вып. Х. Екатеринбург, 2013. С. 73-81.
- «Совет всей земли» ополчений и сословное представительство в России в годы Смуты (Традиции и изменения, понятия и практики) // Сословное представительство в России в контексте европейской истории. Вторая половина XVI — середина XVII в. М., 2013. С. 101—106.

Доклады на конференциях
- Три загадки завещания П. М. Плещеева // Вспомогательные исторические дисциплины в современном научном знании. Материалы XXXI международной научной конференции. Москва, 12-14 апр. 2018 г. М., 2015. С. 278—281.
- Институт соправительства в Московском великом княжестве (конец XIV — нач. XVI вв. // "Верховная власть, элита и общество в России XIV — первой половины XIX века. Российская монархия в контексте европейских и азиатских монархий и империй. Вторая международная научная конференция. Тезисы докладов. М., ФГУК «Государственный историко-культурный музей-заповедник „Московский Кремль“». М., 2009.
- Официальное летописание 1497—1500 гг. и русско-литовская война 1500—1503 гг. // Судьбы славянства и эхо Грюнвальда: Выбор пути русскими землями и народами Восточной Европы в средние века и раннее новое время. Мат-лы межд. научной конф. СПб., 2010. С. 208—211.
- Грамота Нагих XVI в.: Загадки и интерпретации // Проблемы дипломатики, кодикологии и актовой археографии. Материалы XXIV Междун. конф. в честь чл.-корр. РАН С. М. Каштанова. М., 2012. С.74-80.
- Должности и титулы Бориса Годунова — правителя. Исторические параллели // Московский Кремль и эпоха Бориса Годунова. Научн. конф. Тезисы докладов. 11-13 ноября 2015 г. М., 2015. С. 34-36.

Статьи в БРЭ
- Князья служилые// БРЭ, т.14. 2009. 352—354.
- Князья удельные// БРЭ, т.14, 2009. С.354-356.
- Кормление // БРЭ в 30 т. М., БРЭ, 2010. Т. 15. С. 321—322.
- Крестьянство в России до к. 17 в. // Там же. Т. 15. С. 732—736, 752—753.
- Курицын А. Ф. // Там же. Т.16. С. 413.
- Курицын И. В. // Там же. С. 413—414.
- Курицын Ф. В. // Там же. С. 414—415.
- Лжедимитрий I // Там же. Т. 17. С. 361—363.
- Ляпунов Захарий Петрович// Большая Российская энциклопедия. Т. 18. М., 2011. С.290.
- Ляпунов Прокопий Петрович// Большая Российская энциклопедия. Т. 18. М., 2011. С.290-292.

Учебные пособия
- Глава: Дела и дни русских дворян (конец XV — первая половина XVII века) // Россия и Украина на перекрестках истории. Пособие для учителей истории России и Украины. Москва: ИВИ РАН, 2012. С. 169—246.
- і дні людей «військового чину»: повсякденне життя російського дворянства і української шляхти у XVI — першій половині XVII ст //.Україна та Росія на перехрестях історії. (Модуль 3): посібник для вчителя. К.: Видавничий дім «Освіта», 2012. 88 с. (співавтор — А.Блануца.)